# Авариз
Аваризите (от турски avariz-i divanije ve tekâlif-i örfiye) са извънредни парични и натурални данъци и повинности, събирани в Османската империя през 15 - 19 век. Обхващали са парични данъци, принудителни изземвания или изкупувания на храни и занаятчийски произведения, държавни повинности (принудителна работа и реквизиции на коли и добитък).
Аваризите не са утвърдени от шериата и първоначално са събирани по изключение и във връзка с някакъв конкретен повод, например военна кампания. Въведени са през XV в., по времето на султан Мехмед II, за нуждите на централната власт и за местните областни управители (валии). Събирани отначало нередовно, през XVII век те вече се изискват всяка година и нарастват по размер и вид. Създадени са специални данъчни единици (авариз ханета), включващи от 3 до 15 домакинства, като от всяко авариз хане е събирана определената за съответното прилагане на данъка сума. Много групи от поданици са освободени от плащането на аваризи - военни, мюсюлмански духовни лица, жителите на вакъфски селища, хора със специални задължения (дервентджии, кьопрюджии и други).
Тъй като с времето инфлацията намалява реалния размер на редовните данъци, значението на аваризите нараства и те започват да се събират често, като и размерът им нараства. Българското население оказва съпротива срещу тях. Аваризите са премахнати в средата на 19 век по време на Танзимата.

## Авариз като категория данък
Името „Avarız“ също се използва като общ термин за паричните данъци, налагани от централното правителство, или avarız-i divaniye . По-късно терминът започва да се използва за един конкретен данък. 